# Islândia nos Jogos Olímpicos
A Islândia participou pela primeira vez dos Jogos Olímpicos em 1912, deixando de participar nas 4 edições seguintes. Após o retorno em 1936, o país enviou atletas para participarem de todos os Jogos Olímpicos de Verão desde então.
A Islândia também participou de quase todas as edições dos Jogos Olímpicos de Inverno desde 1948, perdendo apenas os Jogos de Inverno de 1972.
Atletas islandeses ganharam um total de quatro medalhas, duas no atletismo, uma no judô e uma no andebol.
O Comitê Olímpico Nacional da Islândia foi criado em 1921 e reconhecido pelo COI em 1935.

## Medalhistas
| Medalha           | Nome | Jogos            | Esporte   | Evento                  |
| ----------------- | --- | ---------------- | --------- | ----------------------- |
| Medalha de prata  | Vilhjálmur Einarsson | 1956 Melbourne   | Atletismo | Salto Triplo Masculino  |
| Medalha de bronze | Bjarni Friðriksson | 1984 Los Angeles | Judô      | Até 95 kg Masculino     |
| Medalha de bronze | Vala Flosadóttir | 2000 Sydney      | Atletismo | Salto com Vara Feminino |
| Medalha de prata  | Islândia: Sturla Ásgeirsson, Arnór Atlason, Logi Eldon Geirsson, Snorri Steinn Guðjónsson, Hreiðar Guðmundsson, Róbert Gunnarsson, Björgvin Páll Gustavsson, Ásgeir Örn Hallgrímsson, Ingimundur Ingimundarson, Sverre Andreas Jakobsson, Alexander Petersson, Guðjón Valur Sigurðsson, Sigfús Sigurðsson, Ólafur Stefánsson | 2008 Pequim      | Handebol  | Torneio Masculino       |